# Premis ATV 2002
Els V Premis ATV corresponents a 2002 foren entregats per l'Acadèmia de les Ciències i les Arts de Televisió d'Espanya el 6 de juny de 2003 en una gala celebrada al Palacio de Congresos (Campo de las Naciones) presentada per José María Íñigo i Florentino Fernández i retransmesa per TVE. Hi van actuar Tamara, Navajita Plateá, Materia Prima i David Civera.

## Guardonats
| Categoria                                 | Programa                                                     | Persona                             | Resultat   |
| ----------------------------------------- | ------------------------------------------------------------ | ----------------------------------- | ---------- |
| Interpretació Masculina                   | Cuéntame cómo pasó                                           | Imanol Arias                        | Guanyador  |
| Interpretació Masculina                   | Cuéntame cómo pasó Una pareja abierta                        | José Sancho                         | Nominat    |
| Interpretació Masculina                   | Policías, en el corazón de la calle Carles, príncep de Viana | Josep Maria Pou                     | Nominat    |
| Interpretació Femenina                    | 7 vidas                                                      | Amparo Baró                         | Guanyadora |
| Interpretació Femenina                    | Cuéntame cómo pasó                                           | Ana Duato                           | Nominada   |
| Interpretació Femenina                    | Una pareja abierta                                           | Rosa Maria Sardà                    | Nominada   |
| Comunicador de Programes d'Entreteniment  | Caiga quien caiga                                            | El Gran Wyoming                     | Guanyador  |
| Comunicador de Programes d'Entreteniment  | El Show de Flo                                               | Florentino Fernández                | Nominat    |
| Comunicador de Programes d'Entreteniment  | La noche con Fuentes y Cía                                   | Manel Fuentes                       | Nominat    |
| Comunicadora de Programes d'Entreteniment | La columna                                                   | Júlia Otero                         | Guanyadora |
| Comunicadora de Programes d'Entreteniment | Me lo dices o me lo cuentas                                  | Lorena Berdún                       | Nominada   |
| Comunicadora de Programes d'Entreteniment | Día a día                                                    | María Teresa Campos                 | Nominada   |
| Comunicador de Programes Informatius      | La 2 Noticias                                                | Lorenzo Milá                        | Guanyador  |
| Comunicador de Programes Informatius      | Informativos Telecinco                                       | Hilario Pino                        | Nominat    |
| Comunicador de Programes Informatius      | Antena 3 Noticias                                            | Matías Prats                        | Nominat    |
| Comunicadora de Programes Informatius     | Antena 3 Noticias                                            | Olga Viza                           | Guanyadora |
| Comunicadora de Programes Informatius     | Telediario                                                   | Ana Blanco                          | Nominada   |
| Comunicadora de Programes Informatius     | Telediario                                                   | María Escario                       | Nominada   |
| Programa de Ficció                        | Cuéntame cómo pasó                                           | Cuéntame cómo pasó                  | Guanyador  |
| Programa de Ficció                        | 7 vidas                                                      | 7 vidas                             | Nominat    |
| Programa de Ficció                        | Hospital Central                                             | Hospital Central                    | Nominat    |
| Programa d'Entreteniment                  | Caiga quien caiga                                            | Caiga quien caiga                   | Guanyador  |
| Programa d'Entreteniment                  | Operación Triunfo                                            | Operación Triunfo                   | Nominat    |
| Programa d'Entreteniment                  | La Noche con Fuentes y Cía                                   | La Noche con Fuentes y Cía          | Nominat    |
| Programa Informatiu                       | La 2 Noticias                                                | La 2 Noticias                       | Guanyador  |
| Programa Informatiu                       | Informe semanal                                              | Informe semanal                     | Nominat    |
| Programa Infantil                         | El conciertazo                                               | El conciertazo                      | Guanyador  |
| Programa Infantil                         | Cyberclub                                                    | Cyberclub                           | Nominat    |
| Programa Infantil                         | Ruta Quetzal                                                 | Ruta Quetzal                        | Nominat    |
| Programa Documental                       | Al filo de lo imposible                                      | Al filo de lo imposible             | Guanyador  |
| Programa Divulgatiu                       | Días de cine                                                 | Días de cine                        | Guanyador  |
| Programa Divulgatiu                       | La aventura del saber                                        | La aventura del saber               | Nominat    |
| Programa Divulgatiu                       | Versión española                                             | Versión española                    | Nominat    |
| Programa Esportiu                         | El día después                                               | El día después                      | Guanyador  |
| Programa Esportiu                         | Estudio estadio                                              | Estudio estadio                     | Nominat    |
| Programa Esportiu                         | Fútbol es fútbol                                             | Fútbol es fútbol                    | Nominat    |
| Programa Autonòmic                        | Mi cámara y yo                                               | Mi cámara y yo                      | Guanyador  |
| TV Movie                                  | Lazos de sangre                                              | Lazos de sangre                     | Guanyador  |
| TV Movie                                  | Condenado a vivir                                            | Condenado a vivir                   | Nominat    |
| Dirección                                 | Las noticias del guiñol                                      | Las noticias del guiñol             | Guanyador  |
| Dirección                                 | Cuéntame cómo pasó                                           | Cuéntame cómo pasó                  | Nominat    |
| Dirección                                 | Caiga quien caiga                                            | Caiga quien caiga                   | Nominat    |
| Realització                               | Retransmisiones deportivas de C+                             | Retransmisiones deportivas de C+    | Guanyador  |
| Producció                                 | Cuéntame cómo pasó                                           | Cuéntame cómo pasó                  | Guanyador  |
| Producció                                 | Informe semanal                                              | Informe semanal                     | Nominat    |
| Producció                                 | Operación Triunfo                                            | Operación Triunfo                   | Nominat    |
| Guion                                     | Cuéntame cómo pasó                                           | Cuéntame cómo pasó                  | Guanyador  |
| Guion                                     | Caiga quien caiga                                            | Caiga quien caiga                   | Nominat    |
| Fotografía                                | Al filo de lo imposible                                      | Al filo de lo imposible             | Guanyador  |
| Fotografía                                | Cuéntame cómo pasó                                           | Cuéntame cómo pasó                  | Nominat    |
| Fotografía                                | Policías, en el corazón de la calle                          | Policías, en el corazón de la calle | Nominat    |
| Canal Temàtic                             | National Geographic Channel                                  | National Geographic Channel         | Guanyador  |
| Premi Especial a tota una vida            | Antonio Mercero                                              | Antonio Mercero                     | Guanyador  |